# Afradapis
Afradapis – rodzaj ssaka naczelnego z grupy Adapiformes. Żył w późnym eocenie w północnej Afryce. Został opisany w 2009 roku przez Erika Seifferta i współpracowników na podstawie skamieniałości pochodzących z datowanych na 37 mln lat osadów formacji Birket Qarun w Fajum w północnym Egipcie. Nazwa rodzajowa pochodzi od Afryki i rodzaju Adapis, zaś epitet gatunkowy gatunku typowego, longicristatus oznacza po łacinie „długogrzebieniowy” i odnosi się do budowy zębów.

## Budowa i biologia
Holotypem jest lewa część żuchwy (CGM 83690) obejmująca zęby P4–M3 oraz dół żwaczowy. Dolne siekacze są szpatułkowate, a górne – asymetryczne. Dolny kieł masywny, górny ma ostre krawędzie dystalną i przyśrodkową. Nie ma dowodów na występowanie dymorfizmu płciowego w rozmiarach kłów. Trzeci ząb przedtrzonowy jest dłuższy i wyższy od czwartego przedtrzonowca i zakorzeniony ukośnie w stosunku do niego. Oś długa jego głównych grzebieni przebiega ukośnie względem osi długiej uzębienia żuchwy. Cechy te, w połączeniu z prawdopodobnym brakiem przedtrzonowca II, były wcześniej znane jedynie u antropoidów, a najstarszy naczelny z Fajum wykazujący te cechy był o 3 mln lat młodszy od Afradapis. Trzonowce przypominają te obecne u liściożernych naczelnych, takich jak szerokonose wyjce i lemurokształtne sifaka czy indris, dlatego Seiffert i współpracownicy zasugerowali, że Afradapis także był liściożercą, co potwierdziły również późniejsze analizy. Kość skokowa – jedyny znany element szkieletu pozaczaszkowego – jest bardzo podobna do występujących u wolno wspinających się współczesnych lorisowatych, co wskazuje, że Afradapis prawdopodobnie poruszał się podobnie.
Afradapis osiągał stosunkowo duże rozmiary – na podstawie wielkości zębów trzonowych jego masę oszacowano na 2,187 – 3,283 kg.

## Filogeneza
Afradapis jest przedstawicielem Adapiformes – grupy naczelnych o kontrowersyjnej pozycji systematycznej. Tradycyjnie uznawane były za przedstawicieli Strepsirrhini, jednak niektórzy autorzy uważali je za członków Haplorrhini. Druga z tych hipotez została spopularyzowana zwłaszcza po opisaniu niemal kompletnego szkieletu Darwinius masillae. Według analiz filogenetycznych przeprowadzonych przez Seifferta i współpracowników cechy upodabniające Adapiformes do Haplorrhini są wynikiem konwergencji, sama grupa Adapiformes natomiast zajmuje bazalną pozycję wewnątrz Strepsirrhini. Różnice pomiędzy nimi występują m.in. w budowie kości skokowej. Wszystkie analizy przeprowadzone przez Seifferta i in. sugerowały, że taksonem siostrzanym dla Afradapis longicristatus jest środkowoeoceński Caenopithecus lemuroides z Europy, natomiast taksonem siostrzanym dla kladu obejmującego te dwa gatunki – Aframonius dieides z późnego eocenu Afryki.